# Ankhesenpepi IV
Ankhesenpepi IV (ˁnḫ n=s Ppj, "La seva vida pertany a Pepi") va ser una reina egípcia de la VI dinastia. Era una esposa del faraó Pepi II i la mare del príncep Neferkare.
Els seus títols coneguts eren:
- Mare del Rei d'Ankh-djed-Neferkare (mwt-niswt-'nkh-djd-nfr-k3-r')
- Mare del Rei Doble (mwt-niswt-biti)
- Dona del Rei de Men-ankh- Neferkare (ḥmt-niswt-mn-'nḫ-nfr-k3-r')
- Dona del Rei, la seva estimada (ḥmt-niswt mryt.f)
- Filla del Déu (z3t-nṯr-tw)
- Filla adoptiva de Uadjet (sḏtit-w3ḏt).[2]

Ankhesenpepi IV va ser enterrada a Saqqara. Pel que sembla, no van esmerçar els recursos adequats en el seu enterrament, ja que no li van construir una piràmide. El seu sarcòfag, que estava fet de pedra reutilitzada, va ser trobat el 1932 en un magatzem pertanyent al temple mortuori de la reina Iput II. La llosa de basalt reutilitzada per a la tapa del seu sarcòfag duia una inscripció molt malmesa que, quan es va aconseguir desxifrar, va aportar informació rellevant sobre l'inici de la dinastia Vi d'Egipte. Gràcies a noves tècniques, a partir de 1993, els egiptòlegs Michel Baud i Vassil Dobrev van aconseguir anar llegint el text, que relata una història inèdita de la VI dinastia, en particular del regnat breu d'Userkare, de només quatre anys. Aquest rei va ser posteriorment esborrat dels monuments i d'altres llocs a causa d'una damnatio memoriae oficial.